# Мартынов, Сергей Анатольевич
Серге́й Анато́льевич Марты́нов (бел. Сяргей Анатольевіч Мартынаў; род. 18 мая 1968 года в г. Верея, Московская область) — советский и белорусский стрелок из винтовки, олимпийский чемпион 2012 года и двукратный бронзовый призёр Олимпийских игр (2000 и 2004) в стрельбе из винтовки на 50 м из положения лёжа, многократный чемпион мира, чемпион Европы. Первый в истории независимой Беларуси олимпийский чемпион в стрелковом спорте. Заслуженный мастер спорта Республики Беларусь (2000). 6 раз на протяжении 15 лет повторял абсолютный мировой рекорд (600 очков) в стрельбе из винтовки на 50 м из положения лёжа (1997, 1998, 2000, 2005, 2006, 2012).
Дочь — Мария (род. 1997), член сборной Беларуси по стрельбе из винтовки, участница Олимпийских игр 2020 года.

## Общая информация
Занимался в Бресте в здании СШ № 12.
В 1991 году окончил Минское высшее военно-политическое училище.
Чемпион мира в командном зачете (Москва, СССР, 1990. ВМ; Милан, Италия, 1994. ВП). Серебряный призёр в командном зачете (Загреб, Югославия, 1989. ВП).
Чемпион Европы в командном зачете (Брно, Чехия, 1993. ВМ), в личном зачете (Финляндия, 1990. ВМ). Чемпион Европы в личном зачете (1997). Серебряный призёр чемпионата Европы в личном первенстве (1997). Бронзовый призёр чемпионата Европы (2003).
Обладатель Кубка мира (1989, 2000. ВМ).
Чемпион ІХ Спартакиады народов СССР (Москва, 1986) в личном зачете (ВП) и бронзовый призёр в личном зачете (ВМ).
Золото Мартынова в стрельбе из винтовки стало единственным для белорусских спортсменов в личных дисциплинах на Играх 2012 года в Лондоне (ещё одно золото завоевали теннисисты Виктория Азаренко и Максим Мирный в смешанном парном разряде).
На летних Олимпийских играх 2016 года в Рио Мартынов должен был нести флаг Беларуси на церемонии открытия, но затем был заменен на велогонщика Василия Кириенко, так как нести флаг должны спортсмены, выступающие на Играх. На самих Играх Мартынов выступит в качестве тренера.
Тренеры — В. Столяров, В. Малишевский, Э. Ярош.

## Мартынов на летних Олимпийских играх
| Дисциплина                       | 1988     | 1992 | 1996          | 2000        | 2004        | 2008          | 2012        |
| -------------------------------- | -------- | ---- | ------------- | ----------- | ----------- | ------------- | ----------- |
| Винтовка из положения лёжа, 50 м | —        | —    | 6-й 598+101,6 | · 598+102,3 | · 596+105,6 | 8-й 595+103,3 | · 600+105,5 |
| Винтовка из 3 положений, 50 м    | —        | —    | 8-й 1166+97,9 | 9-й 1164    | 29-й 1152   | 34-й 1156     | —           |
| Пневматическая винтовка, 10 м    | 14-й 588 | —    | —             | —           | —           | —             | —           |

## Награды
- Орден Отечества III степени (2012 год)[2].
- Орден «За службу Родине» III степени (2004 год)[3].